# Baranikovski
Baranikovski - Бараниковский (rus) - és un khútor del krai de Krasnodar, a Rússia. Es troba al delta del riu Kuban, a la vora esquerra del riu Protoka, davant de Protitxka. És a 12 km al nord de Slàviansk-na-Kubani i a 85 km a l'oest de Krasnodar.
Pertanyen a aquest khútor els khútors de Nesxadímovski, Semisvodni i Gubernatorski.
- Gubernatorski' - Губернаторский (rus). Es troba al delta del riu Kuban. És a 15 km a l'oest de Slàviansk-na-Kubani i a 89 km a l'oest de Krasnodar.
- Nesxadímovski' - Нещадимовский (rus). Es troba al delta del riu Kuban, a la vora esquerra del riu Protoka, davant de Protitxka. És a 12 km al nord de Slàviansk-na-Kubani i a 85 km a l'oest de Krasnodar.
- Semisvodni' - Семисводный (rus). Es troba al delta del riu Kuban. És a 12 km al nord de Slàviansk-na-Kubani i a 85 km a l'oest de Krasnodar.

## Història
El nom de la vila deriva del cognom del cosac Barannika, mort en combat contra els circasians a començaments del segle xix. Les terres de la vila foren col·lectivitzades durant la dècada del 1920, i es formà el kolkhoz Stalin, al qual s'hi afegiren el 1950 uns altres kolkhozos més petits.